# Noel Bay (Cobequid Bay)
Noel Bay – zatoka (ang. bay) zatoki Cobequid Bay w kanadyjskiej prowincji Nowa Szkocja, w hrabstwie Hants; nazwa urzędowo zatwierdzona 22 grudnia 1947.